# Krzywka (maszynoznawstwo)

Przykładowy wygląd krzywek symetrycznej i asymetrycznej

Mechanizm krzywkowy

Mechanizm krzywkowy

Krzywka jest to mimośrodowy element konstrukcji mechanicznej, zazwyczaj o specjalnym kształcie (symetrycznym lub asymetrycznym).
Krzywka wykorzystywana jest we wszelkiego rodzaju mechanizmach do chwilowej zmiany położenia jednej części względem innej. Zmiana położenia może być zarówno jednorazowa (np. w potencjometrze) lub też okresowa (np. w pompie krzywkowej).
Krzywka jest powszechnie stosowana w mechanizmach krzywkowych układów rozrządu silników spalinowych do sterowania pracą zaworów.
Rodzaje krzywek:
- syntetyczna
- geometryczna
- harmoniczna
- styczna